# Ostrosz (ryba)
Ostrosz, ostrosz drakon (Trachinus draco) – ryba z rodziny ostroszowatych.

## Występowanie
Zamieszkuje Ocean Atlantycki oraz basen Morza Śródziemnego dorastając do 40 cm długości.

## Charakterystyka
Stosunkowo duże i skierowanie ukośnie oczy. Tarło trwa od czerwca do sierpnia, jaja są wielkości 1 mm. Ikra składana przez ostrosza jest pelagiczna (unosi się w toni wody).
Jad wydzielany z gruczołów tej ryby jest bardzo silny i niebezpieczny dla człowieka.